# 막스 폰 실링스

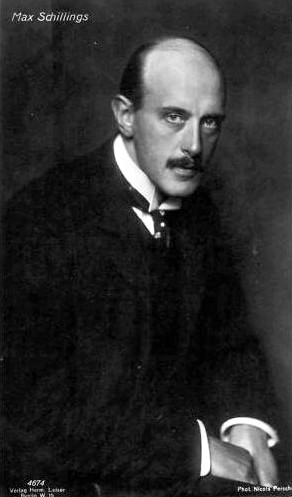
막스 폰 실링스

막스 폰 실링스(Max von Schillings, 1868년 4월 19일 - 1933년 7월 24일)는 독일의 작곡가, 지휘자이다.

## 생애
실링스는 듀렌에서 사진작가 카를 게오르크 실링스의 아들로 태어났다. 그는 본에서 피아노 바이올린 음악이론을 일반적인 교육 틈틈이 카스퍼 요제프 블랑바흐, 오토 폰 케니히스뢰프에게 사사했다.뮌헨대에서 법학 철학 미술사 문학을 공부하였다.
1892년 10월 1일 사촌언니 칼로리네 요제파 파일과 결혼한다(1923년 이혼했고 같은 해 바바라 켐프와 결혼했다).
1903년 하이든베르크 대학으로부터 철학 명예 박사학위를 받았다.또 이로 인해 뷔르템베르크 왕국의 훈장을 받고 귀족 반열에 올라 폰 실링스를 자칭하였다.
실링스는 반유대주의자로 알려져 1933년 나치 정권 탄생을 환영했다. 그리고 제3제국의 제국음악원 총재로 취임 직후인 6월 24일 급사했다.
나치와의 관계 때문에 제2차 세계대전 이후 그의 작품 연주는 금기시됐다. 최근 들어 오페라나 관현악곡의 연주, 녹음이 행해지기 시작했다.

## 작품목록
- 오페라 <잉베르데> (Ingwelde)
- 오페라 〈피리 부는 날〉(Der Pfeifertag)
- 오페라 <모로크> Op. 20 （ Moloch ）
- 오페라 <모나리자> Op. 31 ( Mona Lisa ) <슈투트가르트 궁정 가극장에서 실링스 자신의 지휘로 초연>
- 교향적 환상곡 Op 6("바다의 인사"와 "아침바다" 2개 악장으로 이루어짐)
- 바이올린과 첼로, 소관현악을 위한 '대화' Op. 8
- 소포클레스의 비극 '오이디푸스 왕'을 위한 교향적 서장 Op. 11
- 꽃의 춤 (화무(花舞)) (작품번호 없음)
- 바이올린 협주곡 가단조 Op. 25
- 피아노 협주곡 『죽음의 무도』 Op. 37
- 멜로드라마 캇산드라 Op. 9-1 (쉴라의 시에 의함)
- 멜로드라마 <엘리시온의 축제> Op. 9-2 (쉴라의 시에 의함)
- 멜로드라마 <마녀의 노래> Op. 15
- 현악4중주 마단조
- 현악5중주 Op 32
- 연가곡 <종의 노래> Op. 22